# Ogenbargen
Ogenbargen ist seit der kommunalen Gebietsreform im Jahre 1972 ein Teil der niedersächsischen Stadt Aurich in Deutschland.

## Geologie
Geografisch befindet sich Ogenbargen auf einem Geestausläufer. Sande, Lehme und Geröllmaterialien bilden den Untergrund.

## Geschichte
Ogenbargen ist kein typisches ostfriesisches Kirchdorf. Der Ort gehörte zum Kirchspiel Middels und war früher auch Teil der Gemeinde Middels. Als zentraler Verkehrsknotenpunkt war der Ort lange Zeit Sitz einer überregionalen Poststelle. Von Ogenbargen aus verkehrten die Postkutschen nach Esens, Wittmund und Aurich. In den umliegenden Ortschaften sind die alten Postwege noch als Straßennamen deklariert.
Auch gabelte sich in Ogenbargen die Kleinbahn Leer–Aurich–Wittmund nach Esens und zum Fähranleger nach Bensersiel. Der Bahnagent hatte seinen Sitz im Ogenbarger Gasthof „Zur Post“ (Gossel), die Bahnhaltestelle befand sich nördlich der heutigen Bundesstraße 210. Ende der 1960er Jahre wurden die Gleisanlagen abgebaut. Heute ist die Bahnstrecke nach Esens als Teil des Ostfriesland-Wanderweges bekannt.
Auch heute noch ist der Ort mit seinen kleinparzellierten Flurstücken landwirtschaftlich geprägt.

## Entwicklung
Der alte Gasthof zur Post, ehemals Gasthof Gossel, ist in den letzten Jahren zu einem komfortablen Hotelkomplex umgebaut worden und beherbergt überwiegend auswärtige Gäste.
Auch eine landwirtschaftliche Genossenschaft mit Tankstelle ist im Ort angesiedelt. Noch heute profitiert Ogenbargen von seiner zentralen Lage im Schnittpunkt der Verkehrslinien.

## Verkehr
Ogenbargen liegt an der Bundesstraße 210 zwischen den Städten Aurich und Wittmund. Von Ogenbargen aus führt auch die Hauptverkehrsstraße nach Esens.